# تشرنیتسه
تشرنیتسه (به چکی: Čeřenice) یک منطقهٔ مسکونی در جمهوری چک است که در سازاوا واقع شده‌است.